# Lakownica spłaszczona

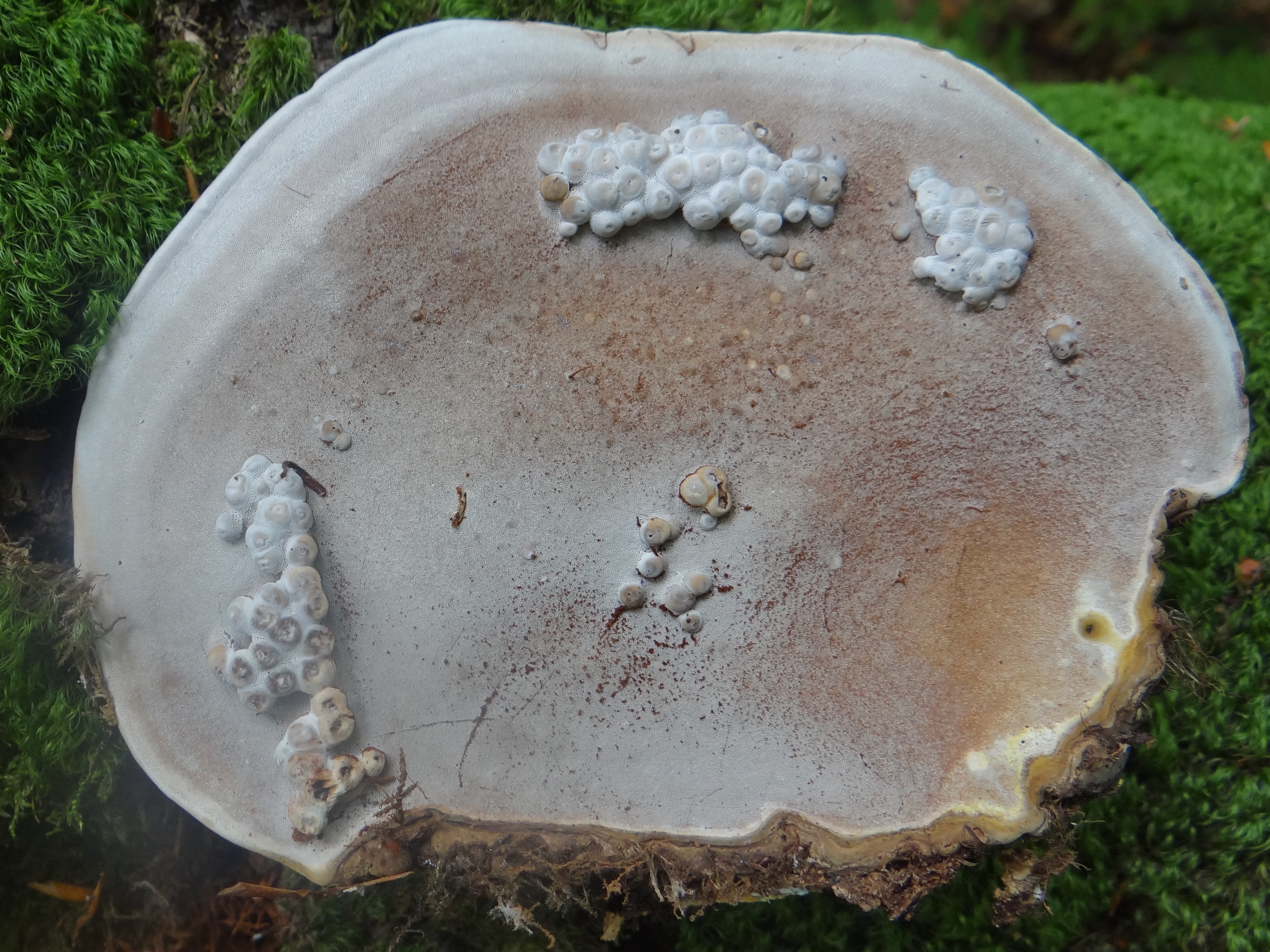
Spodnia strona owocnika z galasami muchówki Aganthomyia wankowiczi

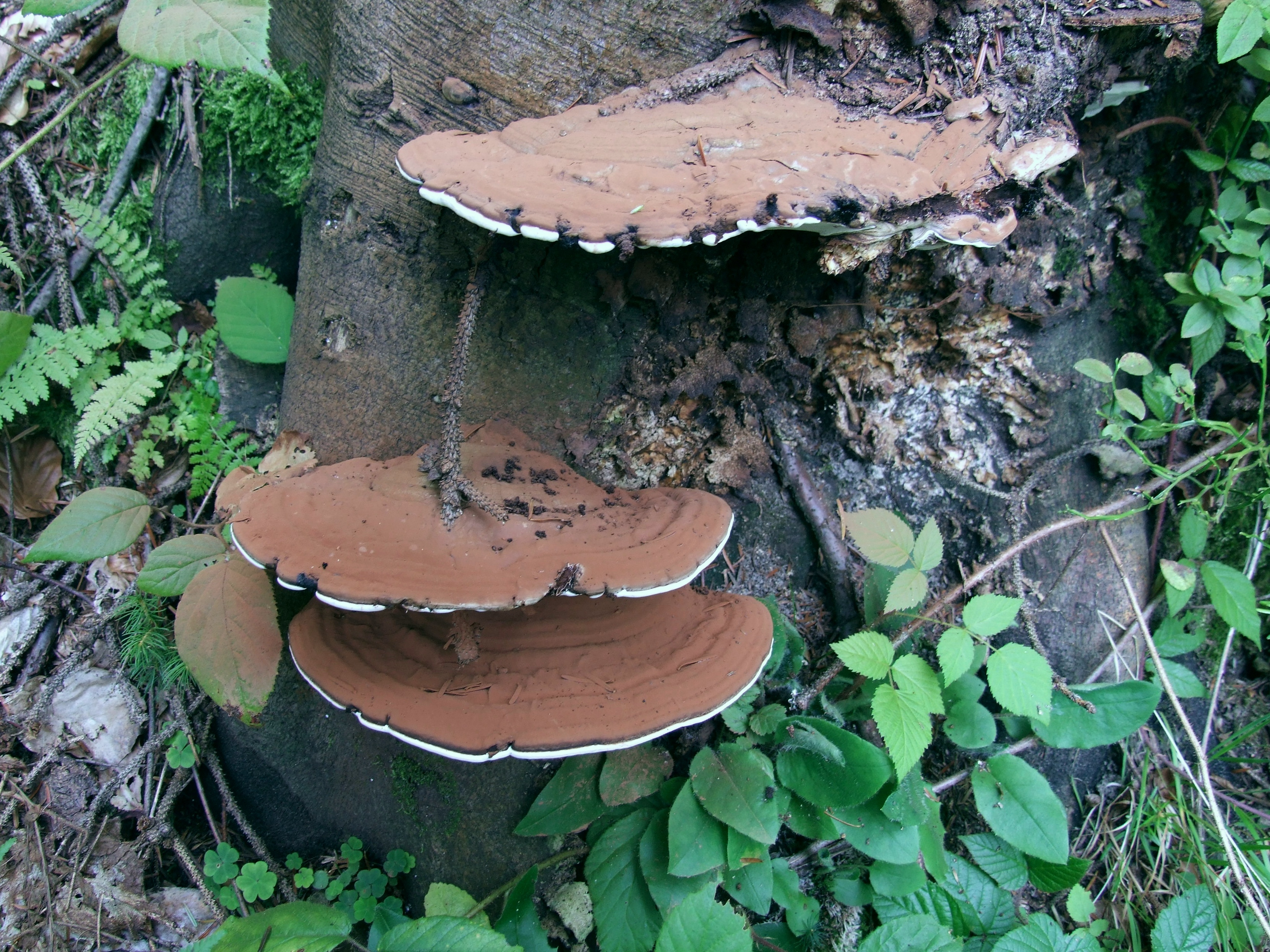
Owocniki pokryte warstwą zarodników

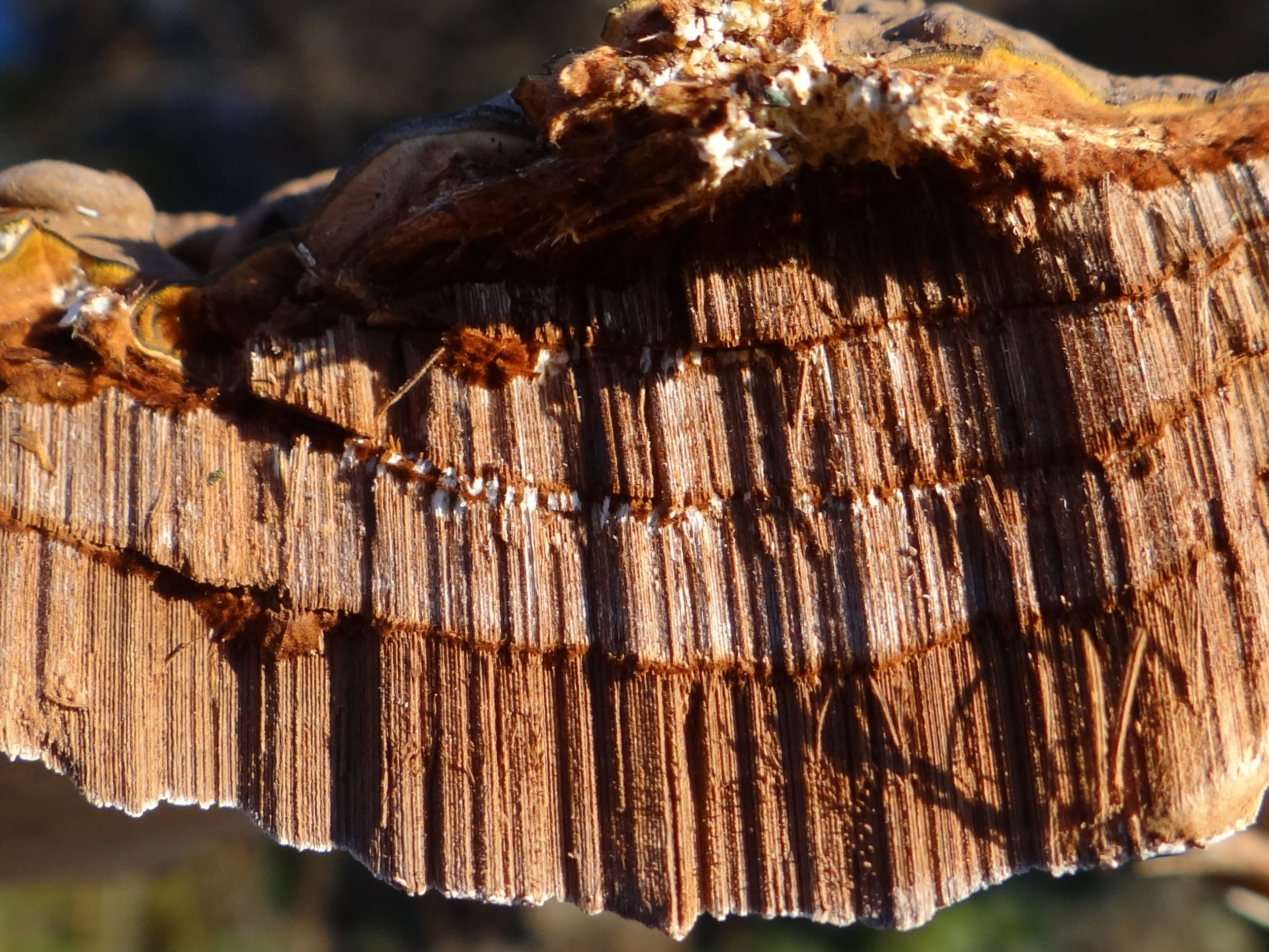
Przekrój owocnika

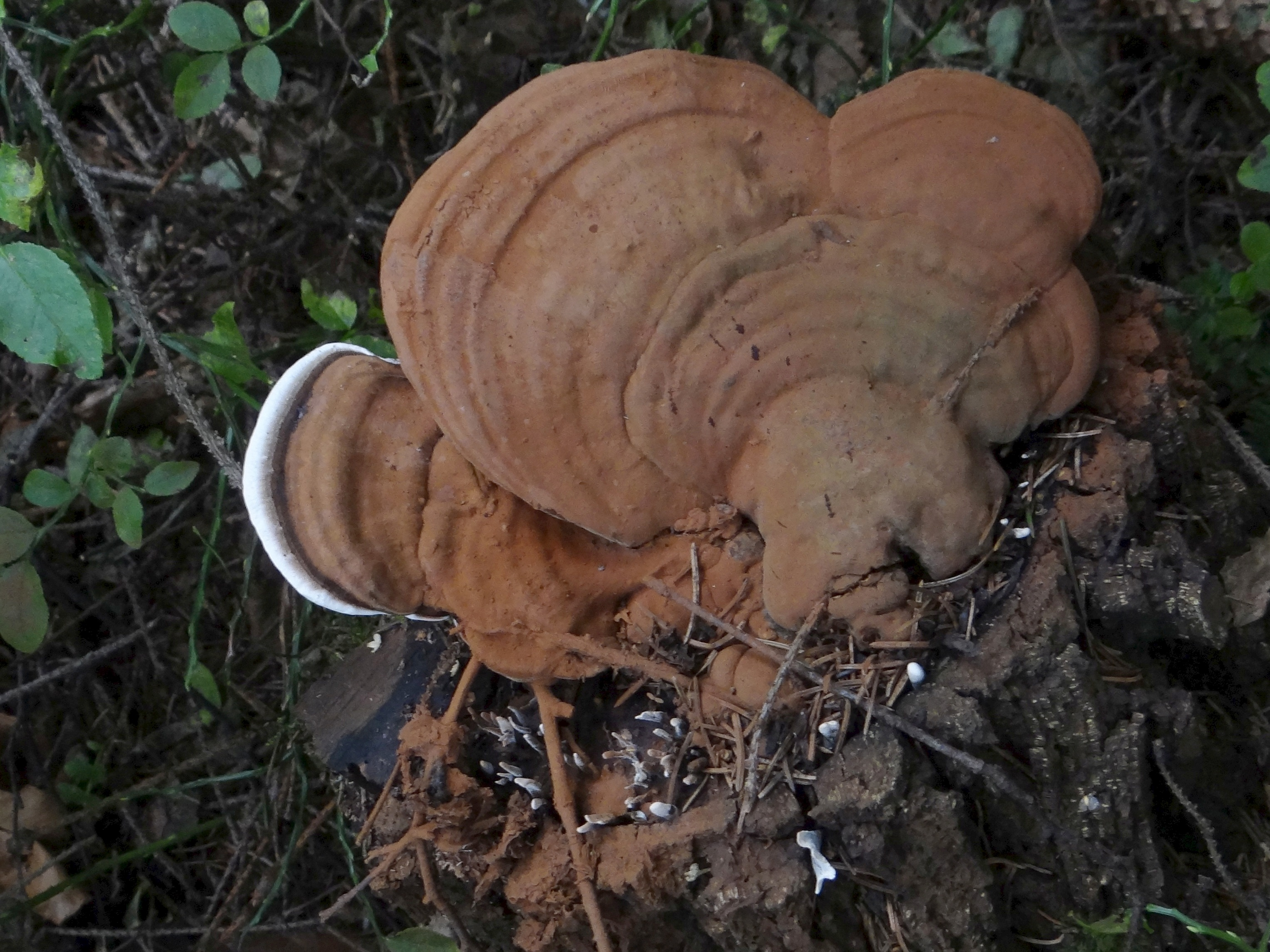
Zarodniki rozpylone wokół owocnika

Lakownica spłaszczona (Ganoderma applanatum (Pers.) Pat.) – gatunek grzybów należący do rodziny żagwiowatych (Polyporaceae).

## Systematyka i nazewnictwo
Pozycja w klasyfikacji według Index Fungorum: Ganoderma, Ganodermataceae, Polyporales, Incertae sedis, Agaricomycetes, Agaricomycotina, Basidiomycota, Fungi.
Po raz pierwszy takson ten zdiagnozował w 1800 r. Christiaan Hendrik Persoon, nadając mu nazwę Boletus applanatus. Obecną, uznaną przez Index Fungorum nazwę, nadał mu w 1887 r. Narcisse Théophile Patouillard. Synonimów naukowych ma ponad 50.
Nazwa polska pojawiła się po raz pierwszy w pracy Stanisława Domańskiego i in. w 1967 r. W polskim piśmiennictwie mykologicznym gatunek ten opisywany był też jako huba płaska lub wrośniak płaski.

## Morfologia
Kapelusz
Wieloletni o kształcie kopytkowatym lub półokrągłym i rozmiarach 10–50 cm, grubości 1–5 cm. Jest przyrośnięty bokiem. Kapelusz na górnej powierzchni w kolorze od czerwonobrązowego do brązowoszarego. Pokryty jest twardą skorupą o powierzchni silnie strefowanej, pofalowanej i guzowatej. Często pokryty jest grubą, rdzawobrązową warstwą zarodników, które nie tylko opadają na dół, ale wskutek zawirowań powietrza osiadają również na górnej powierzchni owocnika. Brzeg kapelusza jest czysto biały, guzowaty i spłaszczony. Powierzchnia jest gładka, czasami nieco błyszcząca, ale bez lakierowanej powłoki
Rurki
O długości 5–10 mm, okrągłe, białe, po uciśnięciu brązowieją. Na przekroju poprzecznym tworzą kilka warstw, które oddzielone są cienką warstwą pośrednią brązowego koloru. Często na porach występują urnowatego kształtu galasy muchówki Aganthomyia wankowiczi. Jak dotąd galasów tej muchówki nie zaobserwowano na żadnym innym gatunku grzyba. W miejscu żerowania tych owadów na hymenoforze mogą tworzyć się galasy.
Miąższ
Dość miękki, elastyczny, w młodych owocnikach białawy, później cynamonowobrązowy do ciemnobrązowego. Po uciśnięciu ciemnieje, pod działaniu KOH czernieje. Smak gorzki, lekko piekący.
Wysyp zarodników
Rdzawobrązowy.
Cechy mikroskopowe
Zarodniki jajowate lub jajowato kuliste, pokryte brodawkami. Rozmiary zarodników: 9 × 4,5–6,5 μm. Powstają w ogromnych ilościach od czerwca do października.
Gatunki podobne
- lakownica europejska (Ganoderma adspersum). Różni się grubszym owocnikiem, ciemniejszym, czerwonym miąższem i większymi zarodnikami. Jest odporna na żerowanie larw owadów[7].
- lakownica czerwonawa (Ganoderma pfeifferi). Ma owocnik kopytkowaty (ale czasami także płaski), niestrefowany. Rośnie na buku[5].

## Występowanie i siedlisko
Gatunek kosmopolityczny, poza Antarktydą występujący na wszystkich kontynentach, także na wielu wyspach W Polsce jest pospolity.
Wszędzie, z wyjątkiem wyższych położeń górskich jest bardzo pospolity. Rośnie na żywych drzewach, na martwych pniach i pniakach. Można go spotkać w lesie, ale także w zaroślach, parkach, przy drogach. Owocniki wyrastają przez cały rok. Rośnie głównie na drzewach liściastych, na iglastych rzadko. Stwierdzono występowanie na następujących drzewach i krzewach liściastych: klon jesionolistny, klon zwyczajny, kasztanowiec pospolity, olsza czarna, brzoza brodawkowata, grab, leszczyna, głóg, buk, jesion wyniosły, topola osika, platan klonolistny, śliwa domowa, skrzydłorzech kaukaski, dąb szypułkowy, dąb bezszypułkowy, robinia, wierzba, lipa, wiąz pospolity. Bardzo rzadko występuje na drzewach iglastych – na jodle pospolitej, świerku pospolitym, sośnie zwyczajnej i na uprawianych gatunkach: cyprysik Lawsona, żywotnik zachodni, żywotnik olbrzymi, choina zachodnia.

## Znaczenie
Grzyb niejadalny, pasożyt i saprotrof o wieloletnim owocniku. Wywołuje białą zgniliznę drewna. W zaawansowanym stadium drewno bieleje, staje się gąbczaste i poprzedzielane czarnymi strefami.